# جون إل. كونولي
جون إل. كونولي هو سياسي كندي، ولد في 10 أغسطس 1871، وتوفي في 9 ديسمبر 1933. حزبياً، نشط في الحزب الليبرالي في نوفا سكوشا ‏. وقد انتخب عضو مجلس نواب نوفا سكوتيا.